# ميشال ثابت
ميشال ثابت (1 كانون الثاني / يناير 1930 - 9 شباط /فبراير 2021) ممثل ومدبلج لبناني.

## سيرة
بدأ باكرًا يختبر التمثيل في مدرسة مار موهرا حيث لم يكمل دراسته بل دخل الحياة رجلاً في صغره فامتهن الحلاقة وبدأ رحلته مع الفن منذ عام 1943 عبر فرقة النهضة الفنية ثم عبر معهد الفنون. أسس مع رفاقه ميشال تامر وجورج قاعي فرقة الأرز الفنية سنة 1966 لتقدم عملها المسرحي العاشق الشارد وغيرها من المسرحيات، ثم تحولت إلى فرقة تهتم بالسينما، حيث قدمت سنة 1975 فيلم «عذاب الضمير» وعدة أفلام شارك ميشال ثابت فيها كإداري. ترك بعدها الفرقة ليعمل في مهنة الحلاقة إلى جانب مكياج للأفلام دون أن يتأثر حضوره كممثل واعد صاحب طاقة متميزة فيها من الكاريزما والقوة ما يكفي لترسيخ صورته في المسرح والسينما والتلفزيون الذي ظهر فيه سنة 1978 في أول عمل درامي "المدير الفني" من إخراج إلياس متى.
في مشواره الفني ما يقارب 2600 حلقة تلفزيونية و 40 فيلمًا سينمائيًا و 2000 حلقة دوبلاج والعديد من المسرحيات. كذلك لعب ثابت دورًا رئيسًا في العمل النقابي حيث استلم مهام رئيس نقابة ممثلي المسرح والسينما والإذاعة والتلفزيون في لبنان لفترة طويلة.

## من أعماله

### المسلسلات
- فارس بني عياد
- للحب وجه أخر
- صائمون...ولكن
- اسمها لا
- دوار يا زمن
- بوبليق
- إبراهيم أفندي
- الأسيرة
- إمرؤ القيس
- المعلمة والاستاذ

### السينما
- فتيات للقتل
- لمن يغنى الحب
- الغافلون
- فتيات الرقم الصعب
- عذاب الأمهات

### في الدوبلاج
- جزيرة الكنز - ترييلوني / بينجان (الصوت الثاني)
- سانشيرو
- نينجا كابامارو
- ساندي بيل
- بيل وسبستيان

### الإنتاج
- مسلل عازف الليل

### ماكياج
- فيلم يا ليل

## وفاته
توفي ميشال ثابت بعد إصابته بفيروس كورونا وبعد صراع مع أمراض مزمنة لازمته خلال السنوات الخمس الأخيرة.

ونعى نقيب ممثلي الإذاعة والسينما والتلفزيون والمسرح نعمة بدوي الراحل، موضحًا أن الوفاة حصلت في المستشفى بعد مضاعفات إصابته بفيروس كورونا. وقال بدوي في حديث صحافي: 
«صرخة الراحل ميشال تابت باتت موجودة لدى الجميع. السلام لروحه، ولمحبيه الصبر والسلوان. هو النقيب صاحب الكلمة الواحدة، وإنسان لا يعوّض».